# Nuuk község
Nuuk község (Nuuk Kommune / Nuup Kommunea) Grönland 18 községének (kommune, helyi önkormányzattal rendelkező közigazgatási egység) egyike.

## Települései
Települések:
- Nuuk (Godthåb)
- Qeqertarsuatsiaat (Fiskenæsset)
- Kapisillit
- Kangerluarsoruseq (Færingehavn)